# Ralf Paulsen

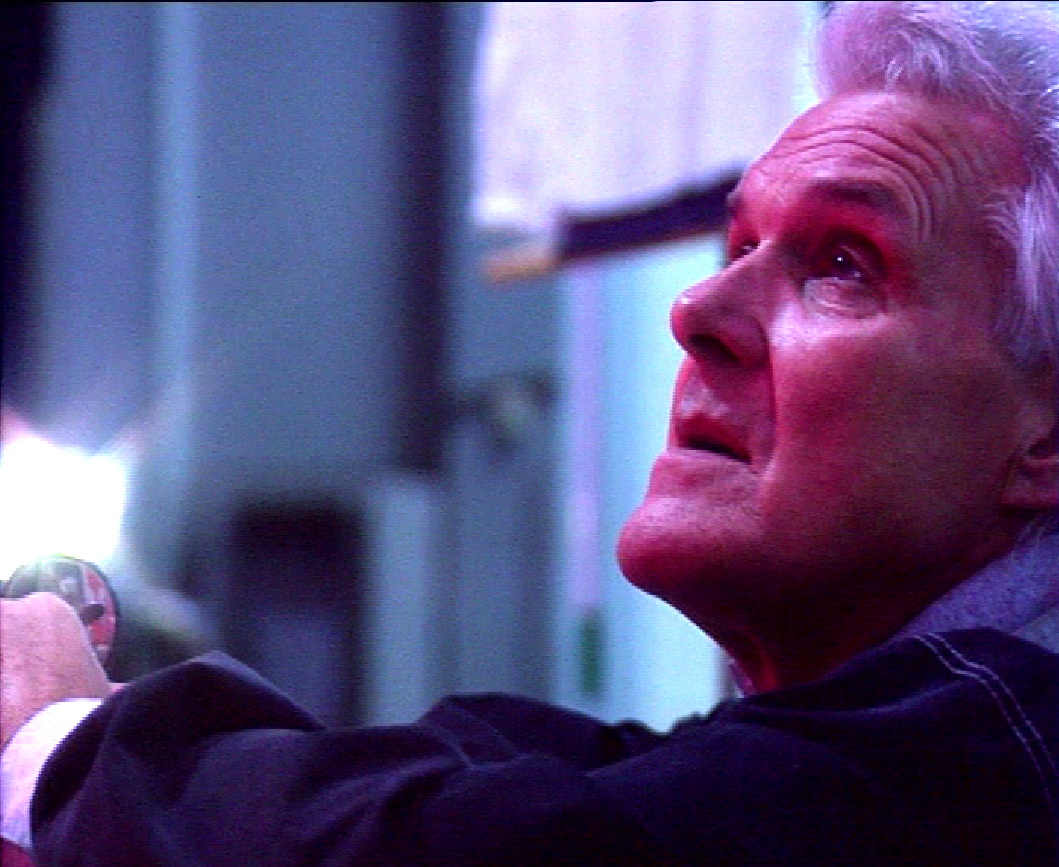
Ralf Paulsen

Ralf Paulsen (* 3. April 1929 in Berlin; † 26. Februar 2015 ebenda) war ein deutscher Sänger der Schlager- und Countrymusik-Szene.

## Leben
Ralf Paulsen war einer der Hauptvertreter der Wild-West-Welle in den 1960er-Jahren in der Bundesrepublik Deutschland. Bereits 1959 hatte er seinen ersten Erfolg als Sänger des Schlagers Tränen in deinen Augen. Bereits seit 1957 hatte Paulsen einige Schlager in der DDR aufgenommen.
Seinen größten Erfolg konnte er 1963 mit der deutschen Version des Titelliedes der US-amerikanischen Fernsehserie Bonanza verbuchen. Er nahm danach zahlreiche Westernsongs und Schlager auf, die aber teilweise auch von anderen Interpreten eingespielt wurden und ihm nicht den gewünschten Erfolg brachten. Hierzu gehören Titel wie Das alte Haus von Rocky Docky, Es hängt ein Pferdehalfter an der Wand, Geisterreiter, Oh my darling Caroline, Mr. Ed und Tom Dooley. Daneben nahm er auch einige Schlager auf, wie beispielsweise Tränen in deinen Augen, Kleine Annabell und Hohe Tannen. Ralf Paulsen war sehr oft mit seinem Kollegen Tex Haper in Sachen Musik unterwegs.
Auch in den 1990er Jahren nahm Paulsen Countrysongs auf und trat damit gelegentlich im Fernsehen auf.

## Diskografie (Auswahl)
- ca. 1973: Ich hab’ eine Braut in Texas
- 1992: Ich bin ein Tramp
- 1993: Ein schönes Lied zur richtigen Zeit
- 1995: Meine schönsten Westernsongs
- 1998: Es hängt ein Pferdehalfter an der Wand
- 1998: Seine großen Erfolge
- 2002: Hat ein Cowboy graue Schläfen
- 2008: Bonanza – Western Hits
- 2010: Ralf Paulsen singt Ronny-Hits
- 2011: Der alte Komödiant (Single)
- 2011: Goodbye Highways
- 2012: Die Western von Gestern – Westernhits von Ralf Paulsen
- Ein Herz schlägt westwärts